# Acacia catechuoides
Acacia catechuoides é uma espécie de leguminosa do gênero Acacia, pertencente à família Fabaceae.